# Aeroportul Omega
Aeroportul Omega (IATA: OMG, ICAO: FYOE) este un aeroport din Namibia.
Situat la o altitudine de 1.021 m, aeroportul dispune de o singură pistă.